# リズム/帰ろう 〜you are my place〜
「リズム/帰ろう 〜you are my place〜」（リズム／かえろう ユーアーマイプレイス）は、石井竜也 featuring NORAのシングル。1998年2月18日発売。発売元はSony Records（現ソニー・ミュージックレコーズ）。

## 解説
石井2枚目のシングルは両A面。「リズム」はオルケスタ・デ・ラ・ルスのNORAと初コラボレーションした。

## 収録曲
作詞：石井竜也
1. リズム
作曲：石井竜也・金子隆博／編曲：金子隆博
TBS系東芝日曜劇場『まかせてダーリン』主題歌。石井ソロ名義では初、であり唯一の日本の連続ドラマ主題歌[1]。アルバム『H』に石井ソロヴァージョンが収録。
2. 帰ろう 〜you are my place〜
作詞：石井竜也／編曲:伊藤隆博
TBS系東芝日曜劇場『まかせてダーリン 』挿入歌。石井ソロ楽曲。

## 収録アルバム
| 曲名   | 収録アルバム                              | 発売日         | 備考                                           |
| ------ | ----------------------------------------- | -------------- | ---------------------------------------------- |
| リズム | 『H』                                     | 1998年3月21日  | 1stオリジナル・アルバム （アルバムバージョン） |
| リズム | 『SUNDAY BOX ドラマソング・コレクション』 | 2002年12月11日 | コンピレーション・アルバム                     |
| リズム | 『石 〜Best of Best〜』                   | 2005年10月12日 | 1stベスト・アルバム                            |